# Ikarus 411
Ikarus 411 – 11-metrowy, niskopodłogowy autobus z fabryki Ikarusa. Wyróżnia go brak tylnej szyby, mimo pionowo ustawionego silnika. Do Polski trafiły 4 z zaledwie sześciu wyprodukowanych sztuk (po dwa autobusy do Warszawy i Bielska-Białej).

## Historia modelu
Oprócz wersji podstawowej powstawały odmiany. Wersja Ikarus 411.08 była produkowana z zakładach Ikarusa od 1995 roku, a montowana w zakładach montażowych MZA Warszawa. Ikarus 411.08 był jednym z pierwszych autobusów niskopodłogowych, przystosowanym do przewozu osób niepełnosprawnych w Warszawie w 1995 roku.
Warszawskie Ikarusy 411 zostały w 2007 r. wycofane z eksploatacji z powodu braku części zamiennych. Obecnie jeden z nich – posiadający przed skreśleniem ze stanu MZA Warszawa numer taborowy 6530 – należy do Klubu Miłośników Komunikacji Miejskiej w Warszawie i dzięki staraniom tej organizacji został zarejestrowany jako pojazd historyczny. Autobus przeszedł remont przywracający go do dawnej świetności zorganizowany i przeprowadzony przez KMKM. Wóz dostał numer taborowy 6550.